# Ляхоцький Антін Михайлович
Ляхоцький Антін (1853, Житомир — 24 квітня 1918, Лозанна, Швейцарія) — український громадський і культурний діяч, видавець, редактор, публіцист. Псевдоніми: Ляхоцький Кузьма, Кузьма і Сірко (спільно з Ф. Вовком), Олександр Куртієв.

## З біографії
Народився 1853 р. у м. Житомирі, освіту здобув у духовному училищі. Працював дрібним урядовцем Київського повітового суду. У 1878 р. був заарештований, емігрував спочатку до Австро-Угорщини, потім до Швейцарії. Був обраний головою «Української громади» в Женеві.
Був завідувачем української друкарні, заснованої М. Драгомановим. Помер 24 квітня 1918 р. у м. Лозанна (Швейцарія).